# L'Étang-la-Ville
L'Étang-la-Ville är en kommun i departementet Yvelines i regionen Île-de-France i norra Frankrike. Kommunen ligger i kantonen Saint-Nom-la-Bretèche som tillhör arrondissementet Saint-Germain-en-Laye. År 2022 hade L'Étang-la-Ville 4 915 invånare.

## Befolkningsutveckling
Antalet invånare i kommunen L'Étang-la-Ville
| Referens: INSEE |